# August-Gaul-Plakette
Die August-Gaul-Plakette ist eine Auszeichnung und Ehrengabe der Stadt Hanau in Hessen.

## Namensgebung
Die Plakette wurde nach dem in Großauheim bei Hanau geborenen August Gaul (1869–1921) benannt, einem Bildhauer, der als erster moderner Bildhauer Deutschlands und als bedeutendster Tierplastiker der Epoche des Fin de siècle, der Wende vom 19. in das 20. Jahrhundert, gilt.

## Widmung
Die Plakette wurde im Jahr 1969 zur Würdigung besonderer Verdienste um die Stadt Großauheim geschaffen. Sie wurde anlässlich des 100. Geburtstages ihres Namenspatrons August Gaul erstmals verliehen.
Durch die Verwaltungs- und Gebietsreform des Landes Hessen wurde Großauheim in die Stadt Hanau eingegliedert. Die August-Gaul-Plakette wurde ab 1980 als Ehrengabe Hanaus übernommen.
Die Stadt Hanau verleiht die August-Gaul-Plakette an Institutionen und Persönlichkeiten, die sich auf kulturellem bzw. künstlerischen Gebiet in außerordentlichem Maß verdient gemacht haben.

## Design
Die Bronze-Plakette wurde nach einem Entwurf von Hans-Michael Kissel von der Staatlichen Zeichenakademie Hanau gestaltet. Sie zeigt eine Camée, auf welcher der Namenspatron August Gaul im Profil dargestellt ist. Daneben ist in Versalien der Schriftzug August Gaul geb 1869 gest 1921 frei angeordnet.

## Preisträger

### Stadt Großauheim
- 1969: Eugène Berrurier, Mathilde Hain, August Peukert
- 1971: Alois Funk, Heinz Kurzschenkel, Karl Kurzschenkel

### Stadt Hanau
- 1980: Heinz Niedenthal
- 1981: Johann Franz Ott; Bertold Picard; Eugen Heinz Sauer
- 1982: Albrecht Glenz; Verein für Heimatkunde und Naturschutz 1929 Großauheim e. V.
- 1985: Gerhard Schwachhöfer
- 1988: Helmut Funke
- 1989: Pauli Schmorell
- 1990: Liselotte Grube; Gertrud Rosemann
- 1992: Gerhard Flämig
- 1994: Joachim Beyer
- 1995: Gerhard Holzner; Heimat- und Geschichtsverein Steinheim e. V.[3]
- 1997: The Sugar Foot Stompers
- 1998: Rainer Bange; Walter Behning; Walter Kromp
- 1999: Alois Kottmann
- 2002: Klaus Berg; Klaus Remer; Kurt Sauer; Ludwig Sommer
- 2006: Gerhard Bott; Eckhard Meise; Dieter Stegmann[4]
- 2010: Ilse Werder
- 2011: Leslie Link; Alfons Kottmann; Erhard Angermann
- 2017: Hanauer Kantorei
- 2019: Hanauer Geschichtsverein 1844 e.V.
- 2021: Claus Bury; Franziska Haslinger; Günter Rauch; Katharina Bott